# Yoshinori Watanabe
Yoshinori Watanabe (jap. 渡辺 芳則, Watanabe Yoshinori; * 8. Januar 1941; † 1. Dezember 2012) war der fünfte Bandenchef (Kumichō) der größten Yakuza-Gruppe Yamaguchi-gumi.
Watanabe wurde 1989 neuer Chef der Yamaguchi-gumi. Unter seiner Führung breitete sich die Organisation in 43 der 47 japanischen Präfekturen aus. 2005 ging Watanabe in den Ruhestand. Sein Nachfolger wurde Ken’ichi Shinoda.